# Homenetmen Beyrouth (basket-ball)
Maillots
Le Homenetmen Beyrouth (en arabe : نادي هومنتمن بيروت et en arménien : Հայ Մարմնակրթական Ընդհանուր Միութիւն (ՀՄԸՄ)), plus couramment abrégé en Homenetmen, est un club libanais de basket-ball fondé en 1910 et basé à Mezher, quartier arménien de Beyrouth, capitale du pays.
Le club est l'une des nombreuses branches du Homenetmen, organisation mondiale pan-arménienne de la diaspora.

## Histoire
Le club, un des plus anciens du pays, est historiquement connu comme étant lié à la communauté arménienne du Liban.
Durant la saison 2012-2013, le Homenetmen remporte le championnat de deuxième division et monte en première division.
Le 31 octobre 2016, le club remporte le tournoi Houssem-Eddine-Hariri battant en finale l'Étoile sportive du Sahel (98-86).
Lors de la saison 2016-2017, l'équipe perd la finale du championnat du Liban en six matchs (2-4) contre le Riyadi Club Beyrouth.
En octobre 2017, le club remporte le tournoi Henri Chalhoub contre le Beirut Sports Club (58-50) en finale.
Le 2 novembre 2017, l'équipe remporte pour la première fois la coupe arabe des clubs champions battant en finale l'Association sportive de Salé (99-98).
En janvier 2018, le club perd la finale du tournoi international de Dubaï (73-75) contre l'Étoile sportive de Radès. Le joueur du club, Makrem Ben Romdhane, remporte le titre de meilleur joueur du tournoi.
Au terme de la saison 2017-2018 l'équipe remporte pour la première fois la coupe du Liban, battant en finale le Riyadi Club Beyrouth (77-70), réalisant ainsi la première doublé de son histoire avec le championnat du Liban également gagné contre le Riyadi Club Beyrouth en sept matchs (4-3); Walter Hodge remporte le titre de meilleur arrière et de meilleur joueur. Ahmed Ismail est le meilleur joueur de la finale. Hodge choisi pour faire partie de la première équipe du championnat.
En octobre 2018, le club perd la finale de la Super Coupe du Liban (72-87) contre le Riyadi Club Beyrouth.
À l'issue de la saison 2018-2019, l'équipe perd la finale de la coupe du Liban (79-85) contre le Riyadi Club Beyrouth.

## Palmarès
| National | International                                              | Tournois amicaux |
| --- | ---------------------------------------------------------- | --- |
| - Championnat du Liban (1) - Champion : 2018 - Finaliste : 2017 - Coupe du Liban (1) - Vainqueur : 2018 - Finaliste : 2019 - Super Coupe du Liban (0) - Finaliste : 2019 | - Coupe arabe des clubs champions (1) : - Vainqueur : 2017 | - Tournoi Houssem-Eddine-Hariri (1) : - Vainqueur : 2016 - Tournoi Henri Chalhoub (1) : - Vainqueur : 2017 - Tournoi international de Dubaï (0) : - Finaliste : 2018 |

## Anciens joueurs
- Makrem Ben Romdhane
- Tyler Bey
- Chris Crawford
- Dion Dixon
- Corsley Edwards
- Rony Fahed
- Je'Kel Foster
- Justin Gray
- Jordan Hamilton
- Walter Hodge
- Chris Johnson
- Jamal Jones
- Curtis Kelly
- D. J. Kennedy
- Fady El Khatib
- Shane Lawal
- Zach Lofton
- Mark Lyons
- Ater Majok
- Rashad McCants
- Norvel Pelle
- Elie Rustom
- Raphiael Putney
- Nate Robinson
- Jarred Shaw
- Elie Stephan
- DaJuan Summers
- Ronnie Taylor
- Sam Thompson
- Axel Toupane
- Joseph Vogel
- Sam Young